# Kanton Crécy-en-Ponthieu
Der Kanton Crécy-en-Ponthieu war bis 2015 ein französischer Wahlkreis im Arrondissement Abbeville, im Département Somme und in der Region Picardie; sein Hauptort war Crécy-en-Ponthieu. Vertreter im Generalrat des Départements war zuletzt von 1982 bis 2015 Régis Lécuyer (vormals DVD und UMP, jetzt NC).
Der Kanton Crécy-en-Ponthieu war 225,59 km² groß und hatte (1999) 5873 Einwohner, was einer Bevölkerungsdichte von 26 Einwohnern pro km² entsprach. Er lag im Mittel 61 m hoch, zwischen 7 m in Dominois und 142 m in Domléger-Longvillers.

## Gemeinden
Der Kanton bestand aus 21 Gemeinden:
| Gemeinde             | Einwohner Jahr | Fläche km² | Bevölkerungsdichte | Code INSEE | Postleitzahl |
| -------------------- | -------------- | ---------- | ------------------ | ---------- | ------------ |
| Le Boisle            | 378 (2013)     | –          | – Einw./km²        | 80109      | 80150        |
| Boufflers            | 119 (2013)     | –          | – Einw./km²        | 80118      | 80150        |
| Brailly-Cornehotte   | 238 (2013)     | –          | – Einw./km²        | 80133      | 80150        |
| Conteville           | 199 (2013)     | –          | – Einw./km²        | 80208      | 80370        |
| Crécy-en-Ponthieu    | 1.497 (2013)   | –          | – Einw./km²        | 80222      | 80150        |
| Dominois             | 195 (2013)     | –          | – Einw./km²        | 80244      | 80150        |
| Domléger-Longvillers | 281 (2013)     | –          | – Einw./km²        | 80245      | 80370        |
| Dompierre-sur-Authie | 419 (2013)     | –          | – Einw./km²        | 80248      | 80150        |
| Estrées-lès-Crécy    | 391 (2013)     | –          | – Einw./km²        | 80290      | 80150        |
| Fontaine-sur-Maye    | 161 (2013)     | –          | – Einw./km²        | 80327      | 80150        |
| Froyelles            | 117 (2013)     | –          | – Einw./km²        | 80371      | 80150        |
| Gueschart            | 307 (2013)     | –          | – Einw./km²        | 80396      | 80150        |
| Hiermont             | 140 (2013)     | –          | – Einw./km²        | 80440      | 80370        |
| Ligescourt           | 229 (2013)     | –          | – Einw./km²        | 80477      | 80150        |
| Maison-Ponthieu      | 265 (2013)     | –          | – Einw./km²        | 80501      | 80150        |
| Neuilly-le-Dien      | 93 (2013)      | –          | – Einw./km²        | 80589      | 80150        |
| Noyelles-en-Chaussée | 258 (2013)     | –          | – Einw./km²        | 80599      | 80150        |
| Ponches-Estruval     | 114 (2013)     | –          | – Einw./km²        | 80631      | 80150        |
| Vitz-sur-Authie      | 116 (2013)     | –          | – Einw./km²        | 80810      | 80150        |
| Yvrench              | 312 (2013)     | –          | – Einw./km²        | 80832      | 80150        |
| Yvrencheux           | 134 (2013)     | –          | – Einw./km²        | 80833      | 80150        |